# Euphorbia myrtoides
Euphorbia myrtoides är en törelväxtart som beskrevs av Pierre Edmond Boissier. Euphorbia myrtoides ingår i släktet törlar, och familjen törelväxter. Inga underarter finns listade i Catalogue of Life.